# Neptis discerna
Neptis discerna är en fjärilsart som beskrevs av Hans Fruhstorfer 1908. Neptis discerna ingår i släktet Neptis och familjen praktfjärilar. Inga underarter finns listade i Catalogue of Life.